# Глиненка
Глиненка (укр. Глиненка) — село в Репкинском районе Черниговской области Украины. Население 126 человек. Занимает площадь 0,3 км².
Код КОАТУУ: 7424455101. Почтовый индекс: 15006. Телефонный код: +380 4641.

## Власть
Орган местного самоуправления — Репкинский поселковый совет. Почтовый адрес: 15000, Черниговская обл., Репкинский р-н, пгт Репки, ул. Святониколаевская, 92. Тел.: +380 (4641) 2-15-01; факс: 2-17-40.